# کارگاه دارتموث
پروژه تحقیقاتی تابستانه دارتموث (انگلیسی: Dartmouth Summer Research Project)در هوش مصنوعی نام یک کارگاه تابستانی در سال ۱۹۵۶ بود که در حال حاضر توسط بسیاری از افراد به عنوان رویداد اصلی هوش مصنوعی به عنوان یک حوزه اصلی در نظر گرفته می‌شود. این پروژه تقریباً شش تا هشت هفته طول کشید و در اصل یک جلسه طوفان فکری بود. یازده ریاضی‌دان و دانشمند برای شرکت دعوت شده بودند، ولی همه آن‌ها شرکت نکردند اما بیش از ۱۰ نفر دیگر به مدت کوتاهی به آنجا رفتند.

## زمینه
در اوایل دهه ۱۹۵۰ نام‌های مختلفی برای «ماشین‌های فکری» مانند سایبرنتیک، نظریه اتوما، و پردازش اطلاعات پیچیده وجود داشت. اینها نشان می‌دهد که ایده‌ها در مورد چگونگی چنین دستگاه‌هایی متفاوت است. در سال ۱۹۵۵ جان مک‌کارتی، دستیار جوان ریاضیات در کالج دارتموث، تصمیم گرفت تا یک گروه را برای روشن کردن و توسعه ایده‌هایی دربارهٔ ماشین‌های فکری سازماندهی کند. او نام هوش مصنوعی را برای این زمینه جدید انتخاب کرد. در اوایل سال ۱۹۵۵، مک‌کارتی به بنیاد راکفلر رفت تا بودجه یک سمینار تابستانی دردارتموث برای ۱۰ شرکت‌کننده را درخواست بدهد. در ماه ژوئن او و کلود شانون، بنیان‌گذار تئوری اطلاعات در آزمایشگاه‌های بل، با رابرت موریسون، مدیر تحقیقات زیست‌محیطی و پزشکی برای گفتگو دربارهٔ ایده و بودجه احتمالی دیدار کردند، اگرچه مورینس مطمئن نبود که پول برای چنین پروژه مهمی موجود باشد. در ۲ سپتامبر ۱۹۵۵ این پروژه رسماً توسط مک‌کارتی، ماروین مینسکی، ناتانیل روچستر وکلود شانون پیشنهاد شد. این پیشنهاد به معرفی عبارت «هوش مصنوعی» نسبت داده می‌شود. این پروپوزال به بحث در مورد کامپیوتر، پردازش زبان طبیعی، شبکه‌های عصبی، نظریه محاسبات، انتزاع و خلاقیت می‌پردازد.
در ۲۶ مه ۱۹۵۶، مک‌کارتی به رابرت موریسان نام۱۱ شرکت‌کننده را اطلاع داد:
برای دوره کامل:
- ماروین مینسکی
- جولیان بیگلو
- دونالد مک کریمون ماکای
- ری سولومونوف
- جان هنری هلند
- جان مک‌کارتی (دانشمند علوم رایانه)

برای چهار هفته:
- کلود شانون
- ناتانیل روچستر
- الیور سامرید

برای دو هفته اول:
- آلن نیوول
- هربرت الکساندر سایمون

او خاطرنشان کرد: "ما روی یک مسئله طراحی راهکار برنامه‌ریزی یک ماشین حساب برای شکل‌دادن به مفاهیم و ایجاد تعاریف تمرکز خواهیم کرد. البته این موضوع زمانی تغییر می‌کند که گروه با هم جمع شوند.
به گفته استولر هنکه، علاوه بر نویسندگان پروپوزال، شرکت کنندگان در این کنفرانس عبارت بودند از ری سولومونوف، الیور سلفریج، ترنچارد مور، آرتور ساموئل، هربرت الکساندر سایمون و آلن نیوول. شرکت کنندگان واقعی، برای مدت بسیار کوتاهی در زمان‌های مختلف آمدند. ترنچارد به مدت سه هفته جانشین راچستر شد و مک کی و هلند در این جلسه شرکت نکردند - - اما پروژه آغاز شد. در ۱۸ ژوئن ۱۹۵۶ اولین شرکت کنندگان وارد محوطه دارتموث در هانوور، شدند تا به جان مکارتی که قبلاً آپارتمانی در آنجا داشت، بپیوندند. ری و ماروین در آپارتمان استادان ماندند، اما بیشتر آن‌ها در مسافرخانه هانوور باقی می‌ماندند.

## تاریخ
کارگاه دارتموث در تابستان ۱۹۵۶ به مدت شش هفته اجرا شد. با این حال، ری در طی کارگاه نوشت که تقریباً هشت هفته است و از ۱۸ ژوئن تا ۱۷ اوت ادامه دارد. یادداشت‌های سولومونوف درتاریخ ۲۲ ژوئن، مینسکی ۲۸ ژوئن، هانور ۳۰ ژوئن و اتر ۱ ژوئیه آغاز می‌شود.

## شرکت کنندگان
مک‌کارتی در ابتدا فهرست شرکت کنندگان خود را از دست داد. در عوض، پس از این کارگاه، مک‌کارتی به ری یک لیست اولیه از شرکت کنندگان و بازدید کنندگان به اضافه افرادی که به این موضوع علاقه‌مند بودند فرستاد. ۴۷ نفر در این فهرست حضور داشتند.
با این حال، سولومونوف در یادداشت‌های خود در مورد پروژه تابستانی یک لیست کامل تهیه کرد:
1. ری سولومونوف
2. ماروین مینسکی
3. جان مک‌کارتی (دانشمند علوم رایانه)
4. کلود شانون
5. ترنچارد مور
6. ناتانیل روچستر
7. الیور سامرید
8. جولیان بیگلو
9. دبلیو راس اشبی
10. وارن استرگیس مک کلوخ
11. آبراهام رابینسون
12. تام اتر
13. جان فوربز نش
14. دیوید سیر
15. آرتور سمیوئل
16. کنت ار شولدر
17. دوستان شولدر
18. الکس برینستن
19. هربرت الکساندر سایمون
20. آلن نیوول

شانون در روز ۱۰ ژوئیه در سخنرانی ری شرکت کرد و بیگلو در ۱۵ اوت سخنرانی کرد. ری سولومونوف، ماروین مینسکی و جان مک‌کارتی تنها افرادی بودند که برای تمام وقت ماندند. ترنچارد فقط دو هفته از بازدید سه هفته خود حضور داشت. از سه تا هشت نفر در جلسات روزانه شرکت کردند.

## رویداد و عواقب
آن‌ها تمام طبقات بالای کالج ریاضی دارتموث را در اختیار داشتند، و بیشتر روزه‌ای هفته در کلاس اصلی ریاضی که ممکن بود کسی با تمرکز بر عقاید خود، یا بیشتر، یک بحث عمومی برگزار شود، یکدیگر را ملاقات کردند. این یک پروژه تحقیقاتی گروهی نبود، بحث‌های بسیاری را تحت پوشش قرار داد، اما چندین دستورالعمل توسط کارگاه ایجاد شد: ظهور روش‌های نمادین، سیستم‌های متمرکز بر دامنه‌های محدود (سیستم‌های خبره اولیه)، و سامانه استقرایی در برابر سیستم‌های استقرایی. یکی از شرکت کنندگان، آرتور ساموئل گفت: «بسیار جالب، مهیج و هیجان‌انگیز بود.»